# Народное Собрание Гагаузии
Народное собрание Гагаузии (гаг. Gagauziyanin Halk Topluşu, рум. Adunarea Populară a Găgăuziei) — высший представительный и законодательный орган АТО Гагаузии. Состоит из 35 депутатов, избираемых на срок четыре года, в одномандатных территориальных округах, на основе всеобщего, равного и прямого избирательного права при тайном и свободном голосовании.
Правовой статус Народного Собрания Гагаузии (НСГ) определён законом об особом правовом статусе Гагаузии (Гагауз Ери) и Уложением Гагаузии.
Общее число депутатов Народного Собрания Гагаузии не должно превышать одного от каждых пяти тысяч избирателей, но при этом каждый населённый пункт должен иметь не менее одного депутата. Депутатом Народного Собрания может быть гражданин Республики Молдова, достигший 21 года, проживающий на момент выборов на территории представляемого им территориального округа (населённого пункта).
Выборы в Народное Собрание Гагаузии проводились в 1995, 1997, 2001, 2005, 2009, 2012, 2016 и 2021 годах.
Работу НСГ возглавляет Председатель Народного Собрания Гагаузии и Президиум НСГ. Работа депутатов осуществляется в рамках постоянных комиссий численность которых определяется депутатами НСГ.

## Полномочия Народного Собрания Гагаузии
К компетенции Народного Собрания относится:
1) принятие Уложения Гагаузии и внесение в него изменений;
2) принятие местных законов в области:
- науки, культуры, образования;
- жилищно-коммунального хозяйства, благоустройства;
- здравоохранения, физической культуры и спорта;
- местной бюджетно-финансовой и налоговой деятельности;
- экономики и экологии;
- трудовых отношений и социального обеспечения.

3) толкование местных законов;
4) решение в определённом законом порядке вопросов территориального устройства Гагаузии, установления и изменения категории населённых пунктов, границ районов, городов и сёл, их наименования и переименования;
5) участие в осуществлении внутренней и внешней политики Республики Молдова по вопросам, касающимся интересов Гагаузии;
6) определение порядка организации и деятельности органов местного публичного управления и объединений граждан, за исключением партий и других общественно-политических организаций;
7) утверждение по представлению башкана (главы) Гагаузии структуры и состава Исполнительного Комитета Гагаузии, а также дача согласия на назначение и освобождение от должности глав администраций районов Гагаузии;
8) представление Генеральному прокурору Республики Молдова кандидатуры для назначения на должность Прокурора Гагаузии;
9) согласование кандидатур нижестоящих прокуроров Гагаузии для назначения на должность Генеральным прокурором Республики Молдова по представлению Прокурора Гагаузии;
10) представление для назначения и освобождения от должности начальника Управления юстиции Гагаузии министру юстиции Республики Молдова;
11) утверждение кандидатуры начальника Управления информации и безопасности Гагаузии для назначения и освобождения от должности директором Службы информации и безопасности Республики Молдова по представлению башкана (главы) Гагаузии;
12) согласование кандидатуры начальника Управления внутренних дел Гагаузии для назначения и освобождения от должности Министром внутренних дел Республики Молдова по представлению Главы Гагаузии;
13) отстранение от должности должностных лиц органов публичного управления Гагаузии;
14) отмена полностью или частично постановлений и распоряжений Исполнительного Комитета, и других органов публичной власти Гагаузии в случае их противоречия Уложению и местным законам;
15) утверждение программ экономического, социального и национально-культурного развития, охраны окружающей среды;
16) назначение, организация и проведение выборов депутатов в Народное Собрание Гагаузии и утверждение состава Центральной избирательной комиссии по проведению выборов; назначение выборов в органы местного публичного управления Гагаузии;
17) назначение и проведение местного референдума по вопросам, отнесённым к компетенции Гагаузии;
18) принятие законов о символике Гагаузии;
19) установление почётных званий и утверждение наград;
20) рассмотрение вопроса и выход с инициативой в парламент Республики Молдова об объявлении на территории Гагаузии чрезвычайного и осадного положения и о введении в указанном случае особой формы правления в целях защиты и обеспечения безопасности населения Гагаузии;
21) право обращения в установленном законом порядке в Конституционный суд Республики Молдова с вопросом о признании недействительными нормативных актов законодательной и исполнительной власти Республики Молдова в случае нарушения ими полномочий Гагаузии;
22) утверждение бюджета Гагаузии, осуществление контроля за его исполнением и уточнение бюджета;
23) законодательное регулирование порядка владения, распоряжения и пользования землёй и другими природными ресурсами, находящимися на территории Гагаузии.

## Статус Народного Собрания Гагаузии
Народное Собрание является представительным и законодательным органом Гагаузии, к компетенции которого относится:
- Принятие, в предопределённых сферах, нормативных актов, обязательных к исполнению на территории Гагаузии;
- решение вопросов территориального устройства Гагаузии, установления и изменения категории населённых пунктов, границ районов, городов и сёл, их наименования и переименования;
- участие в осуществлении внутренней и внешней политики Республики Молдова по вопросам, касающимся интересов Гагаузии;
- определение порядка организации и деятельности органов местного публичного управления Гагаузии и объединений граждан, за исключением партий и других общественно-политических организаций;
- назначение, организация и проведение выборов депутатов в Народное Собрание Гагаузии и утверждение состава Центральной избирательной комиссии по проведению выборов;
- назначение выборов в органы местного публичного управления Гагаузии;
- проведение местного референдума по вопросам, отнесённым к компетенции Гагаузии;
- право обращения в установленном законом порядке в Конституционный суд Республики Молдова с вопросом о признании недействительными нормативных актов законодательной и исполнительной власти Республики Молдова в случае нарушения ими полномочий Гагаузии;
- осуществление права на законодательную инициативу в Парламенте Республики Молдова.

## Народное Собрание Гагаузии VII созыва (с 2021)
Выборы в Народное собрание Гагаузии проходили с примерно полугодовым опозданием по сравнению со сроком, установленным в соответствии с положениями Избирательного кодекса Гагаузии. Это было обусловлено затянувшимся назначением нового состава Центральной избирательной комиссии и объявлением парламентом страны чрезвычайного положения на национальном уровне на период с 1 апреля по 30 мая.
Выборы депутатов Народного Собрания Гагаузии прошли в два этапа 19 сентября и 3 октября 2021 года. В выборах принимало участие 123 кандидата (21 кандидат от Блока коммунистов и социалистов, 2 от партии "Строим Европу дома" и 100 независимых кандидатов). 
Явка по автономии составила 40,61%. В 35 округах было зарегистрировано 113 940 избирателей. 
После двух туров голосования в Народное собрание прошло 9 депутатов от Блока коммунистов и социалистов, 1 депутат от партии "Строим Европу дома" и 25 независимых депутата. 
12 ноября 2021 года башкан Гагаузии Ирина Влах созвала избранных депутатов Народного Собрания Гагаузии на первое заседание. Председательствующим на первом заседании Народного Собрания Гагаузии стал старейший депутат Дмитрий Константинов.  На первом заседании ни один из кандидатов не получил большинства в 18 голосов - Дмитрий Константинов получил 17 голосов, Виктор Петров - 11 голосов, ещё 5 голосов были недействительными.  Попытки избрания руководства Народного Собрания Гагаузии продолжались до 4 февраля 2022 года и для этого потребовалось 15 заседаний.
4 февраля 2022 года во время 15-й попытки председателем законодательного органа избран Дмитрий Константинов — его кандидатура была единственной в бюллетене. Кандидатуру Константинова поддержали 18 депутатов – все, кто участвовал в тайном голосовании. Неиспользованных бюллетеней — 17.

## Народное Собрание Гагаузии VI созыва (2016—2021)
Выборы депутатов Народного Собрания Гагаузии прошли в два этапа 20 ноября и 4 декабря 2016. В выборах принимало участие 126 кандидата (95 независимых и 31 представителей партий). Партия социалистов Республики Молдова выдвинуто 21 кандидат, «Наша партия» — 7 кандидатов, Партия коммунистов Республики Молдова — 2 кандидата, Демократическая партия Молдовы — 1 кандидат.
Средняя явка по автономии составила — 42,8 % в первом туре и 42,2 % во втором.
По результатам голосования в Народное Собрание Гагаузии VI созыва прошло 28 независимых депутатов, 5 депутатов поддержанные Партией социалистов Республики Молдова и 1 депутат от Демократической партии Молдовы.
20 января 2017 года председателем Народного Собрания Гагаузии был избран Александр Тарнавский (28 голосами «за»). Избрание Тарнавского председателем Народного Собрания Гагаузии сопровождалось конфликтом. Депутаты Илья Узун и Сергей Чимпоеш отказались от участия в голосовании, указав на то, что Александр Тарнавский не владеет гагаузским языком, в то время как законодательство Гагаузии устанавливает это в качестве одного из требований для кандидата на пост спикера. Однако уже 20 февраля 2017 года Александр Тарнавский подал в отставку из-за незнания гагаузского языка.
3 марта 2017 года председателем Народного Собрания Гагаузии был избран представитель Демократической партии Молдовы Владимир Кысса, который получил 18 голосов депутатов из 28 присутствующих.

## Народное Собрание Гагаузии V созыва (2012—2016)
Выборы депутатов НСГ V созыва прошли в сентябре 2012 года (9 и 23 сентября) по 35 одномандатным округам. В выборах приняло участие 163 кандидата (83 кандидата от 8 партий и 80 независимых кандидатов). ПКРМ выставила 26 кандидатов, ЛДПМ — 22, ПСРМ — 12, СДП — 9, ДМ — 7, ЛП — 6, НСПМ — 1, Р — 1. Явка в первом туре составила — 50,65 %, во втором — 50,96 %. В результате в Народное Собрание прошло 25 независимых депутатов, 7 депутатов от Партии коммунистов Республики Молдова, 2 представителя ЛДПМ, 1 депутат от Партии социалистов Республики Молдова.
Председателем НСГ V созыва был избран независимый депутат Константинов Дмитрий.

## Народное Собрание Гагаузии IV созыва (2008—2012)
Народное Собрание Гагаузии IV созыва было избрано 16 и 30 марта 2008 года. В избирательных бюллетенях числилось 155 кандидатов которые претендовали на 35 мест. 78 кандидатов шли на выборы представляя 10 партий, а 77 кандидатов являлись независимыми. ПКРМ выставила 26 кандидатов, РДР — 11, СДП — 10, ДМ — 10, АПМ — 6, АНМ — 5, ДЕД — 4, НРП — 3, СПМ — 2 и ГПМ — 1 кандидата. По результатам первого и второго туров депутатами стали 10 представителей ПКРМ, по 2 от РДР и ДПМ и 21 независимых депутатов. Явка в первом туре составила — 64,8 %, во втором — 60,5 %.
Председателем Народного Собрания Гагаузии была избрана Харламенко Анна Харлампиевна.

## Народное Собрание Гагаузии III созыва (2003—2008)
Выборы депутатов НСГ прошли 16 и 30 ноября 2003 года по мажоритарной системе в 35 округах. В выборах принимало участие 185 кандидатов: 68 независимых и 117 выдвиженцев от партий. ПКРМ выставила 28 кандидатов, РДР — 21, АНМ — 20, ПСРМ — 14, ДПМ — 13, СПМ и ЦСМ по 7 кандидатов, РПМ — 6 и АДПМ — 1 кандидат. По результатам выборов в НСГ прошло 17 независимых кандидатов, 16 кандидатов от ПКРМ, по 1 от ПСРМ и РДР.
Председателем Народного Собрания Гагаузии был избран Есир Степан Дмитревич.
| 16                                    | 1                               | 1                                                                | 17                   |
| Партия коммунистов Республики Молдова | Социалистическая партия Молдовы | Республиканское общественно-политическое движение «Равноправие». | независимые депутаты |
| ------------------------------------- | ------------------------------- | ---------------------------------------------------------------- | -------------------- |

## Народное Собрание Гагаузии II созыва (1999—2003)
22 августа и 5 сентября 1999 года прошли выборы депутатов НСГ II созыва. В выборах принимало участие 201 кандидат. 97 кандидатов являлись независимыми, а 104 кандидата представляли 9 политических партий: ПКРМ — 24, Фурника (Социал-демократической партии «Фурника») — 17, СП — 16, АДПМ — 11, НДПМ — 10, ДДПМ — 9, ПВСМ — 8, ПСРМ — 5, РДР — 4 кандидата.
По итогам выборов в НСГ прошло 4 представителя ПКРМ, по 2 от Фурники и СП, по 1 от НДП и ДДПМ, 25 независимых кандидатов.
Председателем Народного Собрания Гагаузии в 1999—2002 гг. являлся Михаил Кендигелян, а в 2002—2003 гг. — Иван Кристиогло.
| 4                                     | 2                                             | 2                               | 1                                      | 1                                                    | 25                   |
| Партия коммунистов Республики Молдова | Социал-демократический союз «Муравей-надежда» | Социалистическая партия Молдовы | Народно-демократическая партия Молдовы | Движение «За демократическую и процветающую Молдову» | независимые депутаты |
| ------------------------------------- | --------------------------------------------- | ------------------------------- | -------------------------------------- | ---------------------------------------------------- | -------------------- |

## Народное Собрание Гагаузии I созыва (1995—1999)
Выборы депутатов НСГ I созыва прошли 28 мая и 11 июня 1995 года и в них приняло участие 106 кандидатов. Своих кандидатов выставило 4 партии: НПВ — 16, ПКРМ — 15, АДПМ — 13 и ГНП — 4, ещё 43 кандидата представляли трудовые коллективы Гагаузии, а 15 кандидатов являлись независимыми.
По результатам выборов в Народное Собрание Гагаузии прошли 11 представителей трудовых коллективов, 8 представителей ПКРМ, 5 от Народной партии «Ватан», АДПМ — 4, Гагаузская народная партия — 1, 5 независимых кандидатов.
Председателем НСГ был избран Пётр Пашалы.
| 8                                     | 5                     | 5                                       | 1                          | 11                 | 5                    |
| Партия коммунистов Республики Молдова | Народная партия Ватан | Демократическая аграрная партия Молдовы | Гагаузская народная партия | Рабочие коллективы | независимые депутаты |
| ------------------------------------- | --------------------- | --------------------------------------- | -------------------------- | ------------------ | -------------------- |